# The Good, the Bad, and Huckleberry Hound
The Good, the Bad, and Huckleberry Hound  é um filme feito para televisão eo penúltimo produzido como parte do espetáculo "Hanna-Barbera Superstars 10 séries". Foi apresentada originalmente pela rede Syndication em 6 de abril de 1988 estrelando Dom Pixote e outros personagens da Hanna-Barbera como Pepe Legal, Zé Colméia, Catatau, Leão da Montanha.

## Enredo
É a era da corrida ao ouro no Velho Oeste, um misterioso estranho (Dom Pixote) chega em uma pequena cidade do deserto carregando uma enorme pepita de ouro. Dom Pixote é assaltado pela Quadrilha dos irmãos Dalton. Para evitar mais furtos, a cidade pede para Dom Pixote aceitar o cargo de xerife e ir atrás deles.

## Elenco de Dublagem
- Daws Butler: Zé Colméia, Bóbi Filho, Joca, Dom Pixote, Pepe Legal, Leão da Montanha, Peter Potamus.
- Don Messick: Catatau
- Allan Melvin: Dinky Dalton, Magilla Gorilla
- Charlie Adler: Pinky Dalton
- Michael Bell: Oficial de justiça
- Howard Morris: Fotógrafo, Sr. Peebles
- Frank Welker: Cavalo do Dom Pixote

## Aparições
Além dos personagens citados acima, outros personagens da Hanna-Barbera aparecem no filme:
- Peter Potamus, o capitão do navio que leva os moradores para o Taiti.
- Olho-Vivo, Muttley, e Bibo Pai, estão na platéia, quando Dom Pixote está tentando decidir qual prêmio vai aceitar.
- Maguila Gorila e Mr. Peebles, aparecem como repórter no local da fuga dos irmãos Dalton.

## VHS
No dia 01 de agosto de 1991 (01/08/1991), "The Good, The Bad, e Huckleberry Hound" foi lançado em VHS nos Estados Unidos.

## Ligações Externas
- The Good, the Bad, and Huckleberry Hound. no IMDb.
- The Good, the Bad, and Huckleberry Hound
- The Good, the Bad, and Huckleberry Hound no AllMovie (em inglês)
- "The Good, the Bad, and Huckleberry Hound" (em inglês) no TV.com
- The Cartoon Scrapbook – Profile on Huckleberry Hound